# فلسفه یونان باستان
فلسفه یونان باستان (به انگلیسی: Ancient Greek philosophy) به‌وجودآمده در قرن ۶ پیش از میلاد و با طیف گسترده‌ای از موضوعات، از جمله فلسفه سیاسی، اخلاق، متافیزیک، هستی‌شناسی، منطق، زیست‌شناسی، فصاحت و بلاغت، و زیبایی‌شناسی درآمیخته است. یونان در نزد دانشمندان و بسیاری از مردم جهان زادگاه فلسفه محسوب می‌گردد و بسیاری از آثار ارزشمند فلسفی حاصل تلاش فیلسوفان شهیر یونانی است.
پس از ده‌ها قرن از حیات فیلسوفان یونانی، تأثیرات تفکرات فیلسوفان یونانی در آثار فیلسوفان معاصر مشاهده می‌شود. آتن خاستگاه معنویت یونانی و پیشگام تفکر فلسفی می‌باشد و اوج فلسفه یونان در قرن ۴ پیش از میلاد یعنی در زمان ظهور سقراط، افلاطون و ارسطو بوده است. اگرچه پیش از افلاطون و سقراط نیز فیلسوفانی چون هراکلیتوس، طالس و انکسیمانوس نیز می‌زیسته‌اند. اما بیشتر متفکران فلسفه غرب را با فلاسفه یونانی آغاز می‌کنند و در واقع می‌پندارند که افکار و نظرات افلاطون و ارسطو تأثیرات شگرفی بر فلسفه غرب داشته است.
تأثیر فلسفه یونان بر فلاسفه مسلمان نیز بسیار بوده است. اولین فیلسوف مسلمان که از رسالات افلاطون اقتباس نموده بود، «ابویوسف کندی» بوده که در قرن دوم هجری می‌زیسته است. فارابی معلم ثانی (قرن سوم هجری) در افکار و نظریاتش از فیلسوفان یونان به ویژه افلاطون تأثیرپذیری زیادی داشته است. علاوه بر فیلسوفان یاد شده ابوالحسن عامری، ابن سینا، ابوعلی مسکویه، ابن فاتک، ابن هندو، ابوالبرکات بغدادی، غزالی، ابن باجه و ابن رشد از فیلسوفان یونانی متأثر بوده‌اند.

## فلاسفه قبل از سقراط
کنوانسیون اصطلاحات فیلسوفانی که قبل از سقراط فعال بودند، پیش از سقراط با انتشار 1903 Fragmente der Vorsokratiker، هرمان الکساندر دیلس مالی کسب می‌کردند. هرچند این اصطلاح با افلاطون و ارسطو و سقراط) با عنوان "مدرسه آتن" شناخته می‌شود، یک تغییر عمیق در موضوع و روش‌های فلسفه ایجاد کرد. تز فریدریش نیچه که این تغییر با افلاطون و نه سقراط شروع شد از این رو، طبقه‌بندی او از "فلسفه پیش از سقراط") مانع غلبه بر تمایز "پیش از سقراط" نشده است.
فلاسفه قبل از سقراط، قبل از هر چیز به کیهان‌شناسی، هستی‌شناسی و ریاضیات می‌پرداختند. آن‌ها با غیر فیلسوفان با کنار زدن توضیحات اسطوره‌ای به نفع گفتگوی منطقی، متمایز می‌شدند.

## مکتب ملطی
تالس میلتس، که ارسطو از او به عنوان اولین فیلسوف یاد می‌کرد، تصریح کرد که همه چیز از یک ماده (فیزیک) به وجود می‌آید:آب. این به این معنا نیست که او کیهان‌زایی را به وجود آورد که جان بورنت او را «اولین انسان علم» می‌نامد. اما چون او توضیح طبیعت‌گرایی از کیهان را ارائه داد و با دلایل آن را پشتیبانی کرد.
بر حسب سنت، تالس قادر به پیش‌بینی ماه گرفتگی بود و مصری‌ها را نیز آموخت که چگونه ارتفاع هرم‌ها را اندازه‌گیری کنند.
مکتب ملطی از تالس و پس از او از آناکسیماندروس الهام گرفت. آن‌ها استدلال می‌کردند که لایه زیرین یا آرچ نمی‌تواند از اب یا عناصر چهارگانه باشد بلکه در واقع چیزی «نامحدود» یا «بینهایت» می‌باشد که به یونانی به آن آپایرون می‌گویند.

## فلسفه هلنیستی
در عصر هلنیستی و دوران امپراطوری رم، مکتب‌های فکری مختلفی در دنیای هلنیستی و در جهان یونانی رومی به وجود آمدند. یونانی‌ها، مصری‌ها، عرب‌ها و سوری‌ها به این مکتب افزودند. مواردی از فلسفه در ایران و فلسفه هندی در این مکتب تأثیر گزاردند.